# Parasetigena hichinsi
Parasetigena hichinsi là một loài ruồi trong họ Tachinidae.